# Университет кардинала Стефана Вышиньского в Варшаве
Университет кардинала Стефана Вышиньского в Варшаве (пол. Uniwersytet Kardynała Stefana Wyszyńskiego w Warszawie, лат. Universitas Cardinalis Stephani Wyszyński) — высшее государственное учебное заведение. Расположено в Варшаве (Польша).
Назван в честь Примаса Польши кардинала Стефана Вышиньского.

## История

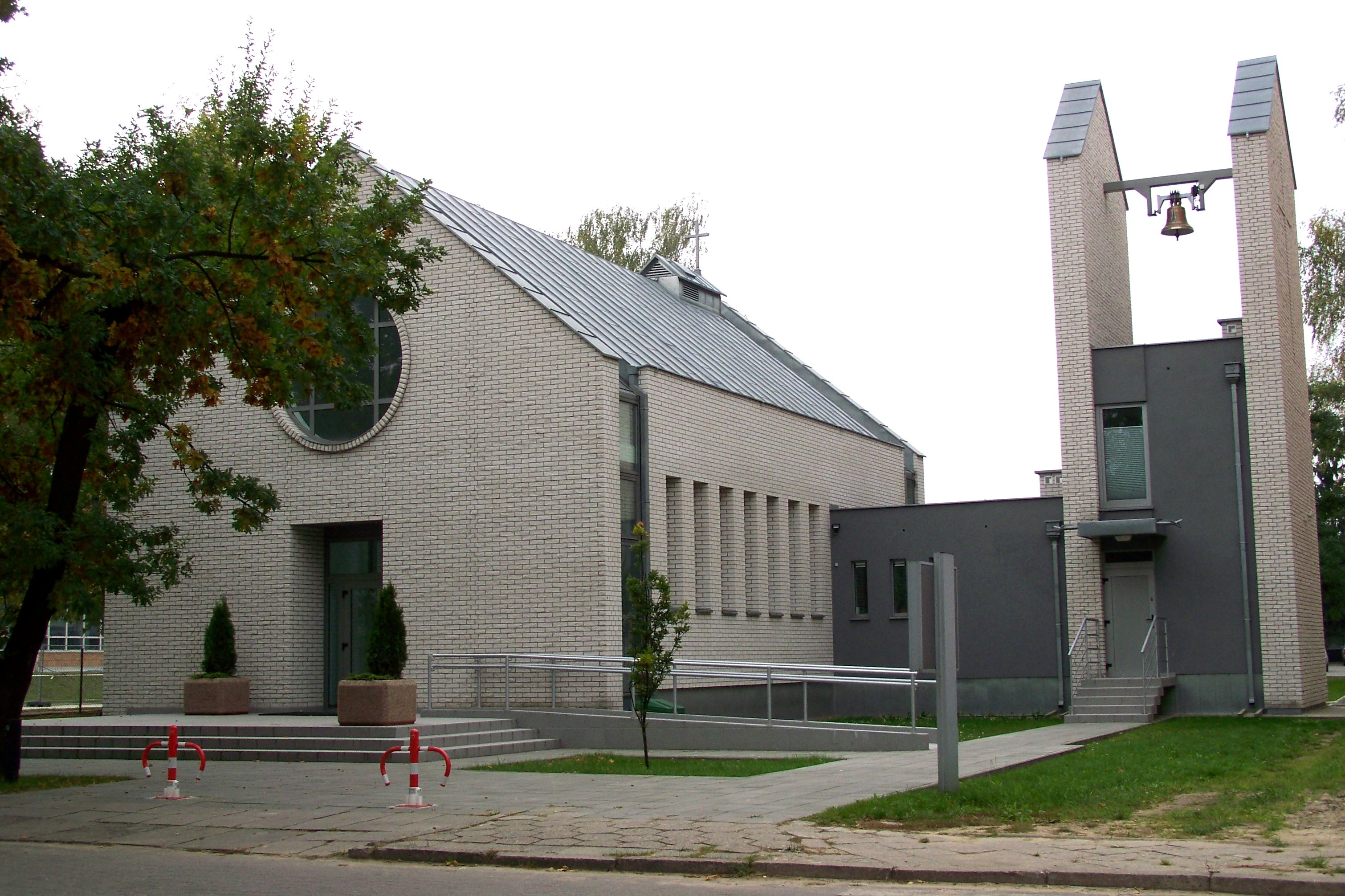
Ректорская часовня университета

В 1954 году факультет теологии Католического университета Варшавы и факультет теологии Ягеллонского университета были ликвидированы и объединены в Академию католического богословия (AКБ), а факультет евангельской теологии Варшавского университета стал основой для создания многоконфессиональной христианской духовной академии в Варшаве.
На базе Академии католического богословия в Варшаве в 1999 году и был создан Университет кардинала С. Вышиньского.
В 2007/2008 учебном году в университет обучалось более 18 000 студентов, работало более 800 преподавателей. Сотрудниками администрации, библиотеки и вспомогательных служб было около 300 человек.

## Структура
В настоящее время в университете кардинала С. Вышиньского имеется десять факультетов, на которых студенты получают почти сорок специальностей.
Факультет теологии
- Институт теологии: теология (общая теология, педагогическо-катехизисная теология, миссиология, коучинг и социальное посредничество, туризм по библейским странам), религиоведение
- Институт медиаобразования и журналистики: журналистика и социальная коммуникация, теология (медиаобразование и журналистика)

Факультет канонического праваканоническое право
Кафедра христианской философии
- Институт философии : философия, философия и культура Восточной и Центральной Европы
- Институт психологии : психология
- Институт экологии и биоэтики : охрана окружающей среды

Факультет исторических и общественных наук
- Институт археологии : археология, управление культурным наследием
- Институт истории искусств : история искусства, охрана культурного и экологического наследия
- Институт исторических наук : история, история средиземноморской цивилизации
- Институт политических наук : политология, европеистика, внутренняя безопасность
- Институт социологии : социология, экономика, социальная работа

Факультет права и управленияправо, администрирование, международные отношения, человек и киберпространство
Факультет гуманитарных наук
- Институт польской филологии : польская филология
- Институт классической филологии и культурологии: классика, романская филология, культурология , музееведение

Факультет семейных исследованийсемейные исследования
Факультет математики и естественных наук
- Институт химии: химия
- Институт информатики: информатика
- Институт математики: математика
- Физический факультет: физика
- Факультет педагогических наук : педагогика и специальная педагогика
- Факультет биологии и экологии : биология и экологическая инженерия

## Доктораhonoris causaуниверситета
- Бохеньский, Юзеф Мария
- Глемп, Юзеф
- Грохолевский, Зенон
- Гурецкий, Хенрик Миколай
- Леманн, Карл
- Махарский, Франтишек
- Роже Луи Шюц-Марсош
- Томко, Йозеф и др.